# Aaron Norris
Aaron Norris (Gardena, California; 23 de noviembre de 1951) es un director, productor y exespecialista de cine estadounidense. También actuó como actor y es un experto de artes marciales.

## Primeros años
Aaron Norris nació el 23 de noviembre de 1951 en Gardena, California, en Estados Unidos. Es el hijo de Ray y Wilma Norris y es medio irlandés y medio cheroqui. 
Es el hermano menor del conocido actor y maestro de artes marciales Chuck Norris. También tuvo otro hermano mayor, Wieland Norris. Ambos sirvieron como soldados en la guerra de Vietnam, donde él estuvo durante 3 años teniendo el grado de sargento. Wieland Norris, sin embargo, murió allí en combate.

## Carrera
Comenzó su carrera en la industria del cine en 1974 como especialista y fue activo como tal en la mayoría de las películas de su hermano, aunque también participó en otras como en Elvis (1979) con Kurt Russell como protagonista.  
A principios de la década de los años 80 empezó también a trabajar como productor de películas en las películas de su hermano y en 1988 hizo su debut como director con Braddock: Desaparecido en combate 3, con Chuck Norris en el papel principal, que además fue la segunda secuela de este tipo. Desde entonces dirigió otras seis películas suyas aunque también dirigió otras sin él. Fue además productor de 123 episodios de la conocida serie Walker Texas Ranger, en la que su hermano tuvo el papel principal. y de Sons of Thunder (1999), una escinsión de la serie antes mencionada.  
Desde el 2005 Aaron Norris dejó de dirigir películas aunque continúa trabajando como productor. 

## Vida personal
Aaron Norris tiene el cinturón negro de noveno grado en Chun Kuk Do, una arte marcial creada por Chuck Norris. Además recibió el título honorífico de ser Texas Ranger en el 2010.
En 1981 se casó con su esposa Rebecca con la que continúa estando casado y es el padre de tres hijos.

## Filmografía (Selección)

### Como director
- 1988: Braddock: Desaparecido en combate 3 (Braddock:Missing in Action)
- 1988: Cabeza de pelotón (Platoon Leader)
- 1990: Delta Force 2 (Delta Force 2: The Columbian Connection)
- 1991: Hitman (The Hitman)
- 1992: Juntos para vencer (Sidekicks)
- 1994: El mensajero del infierno (Hellbound)
- 1995: Top Dog: El perro sargento (Top Dog)
- 1996: El guerrero del bosque (Forrest Warrior)
- 2005: Walker, Texas Ranger: Bautismo de fuego (Walker, Texas Ranger: Trial by Fire)

### Como productor
- 1983: McQuade, el Lobo (Lone Wolf McQuade, como productor asociado)
- 1996: El regreso de Jack el Destripador (Ripperman)
- De 1996 a 2001: Walker, Texas Ranger (123 episodios)
- 2000: El hombre del Presidente (The President's Man; Película para televisión, como productor ejecutivo)
- 2002: El hombre del Presidente 2 (The President's Man: A Line in the Sand; Película para televisión, como productor ejecutivo)
- 2005: El mediador (The Cutter; como productor ejecutivo)